# Sportul în municipiul Brașov

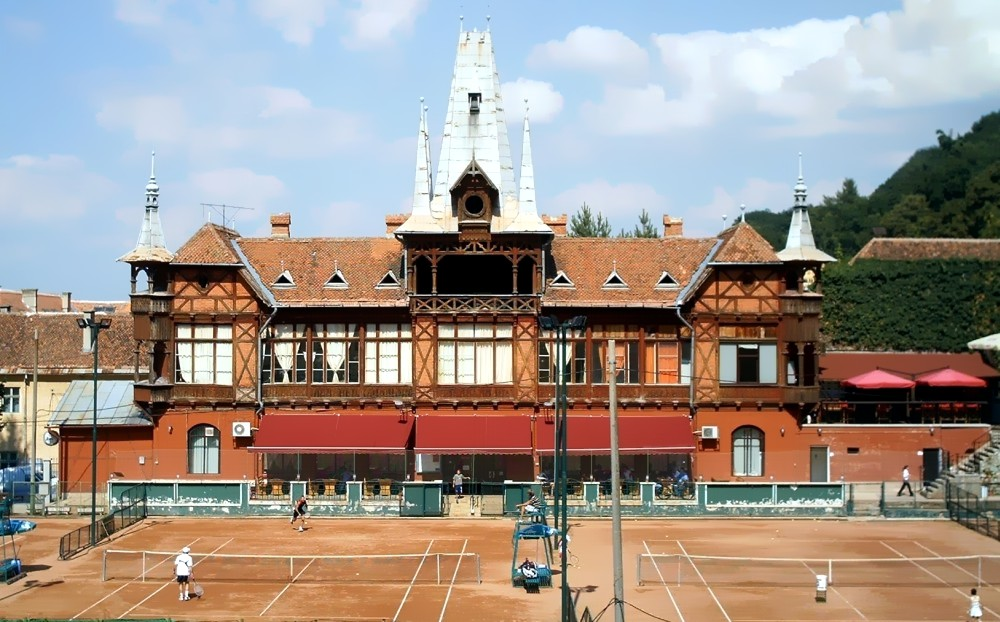
Complexul Sportiv «Olimpia»

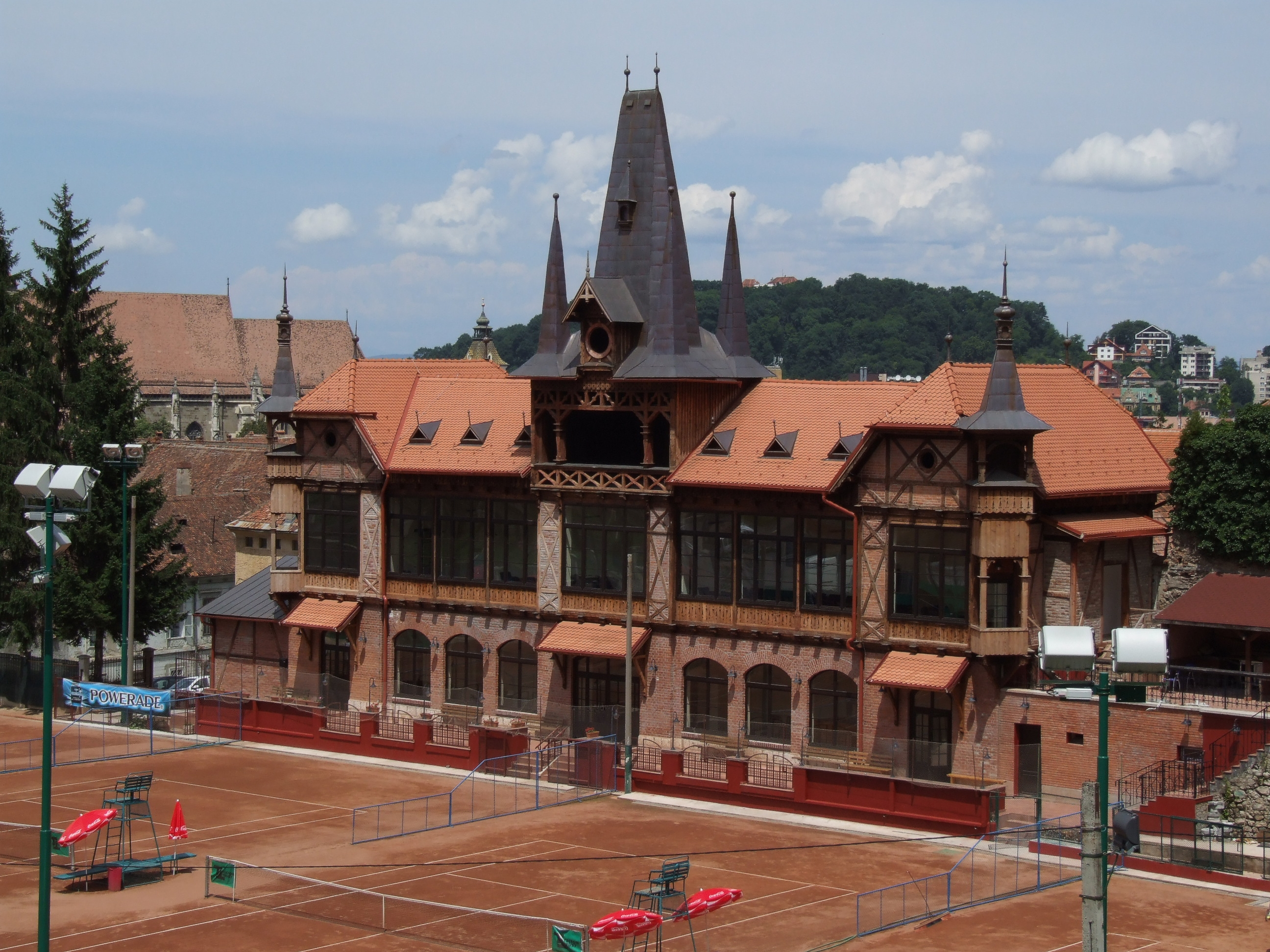
Complexul Sportiv «Olimpia»

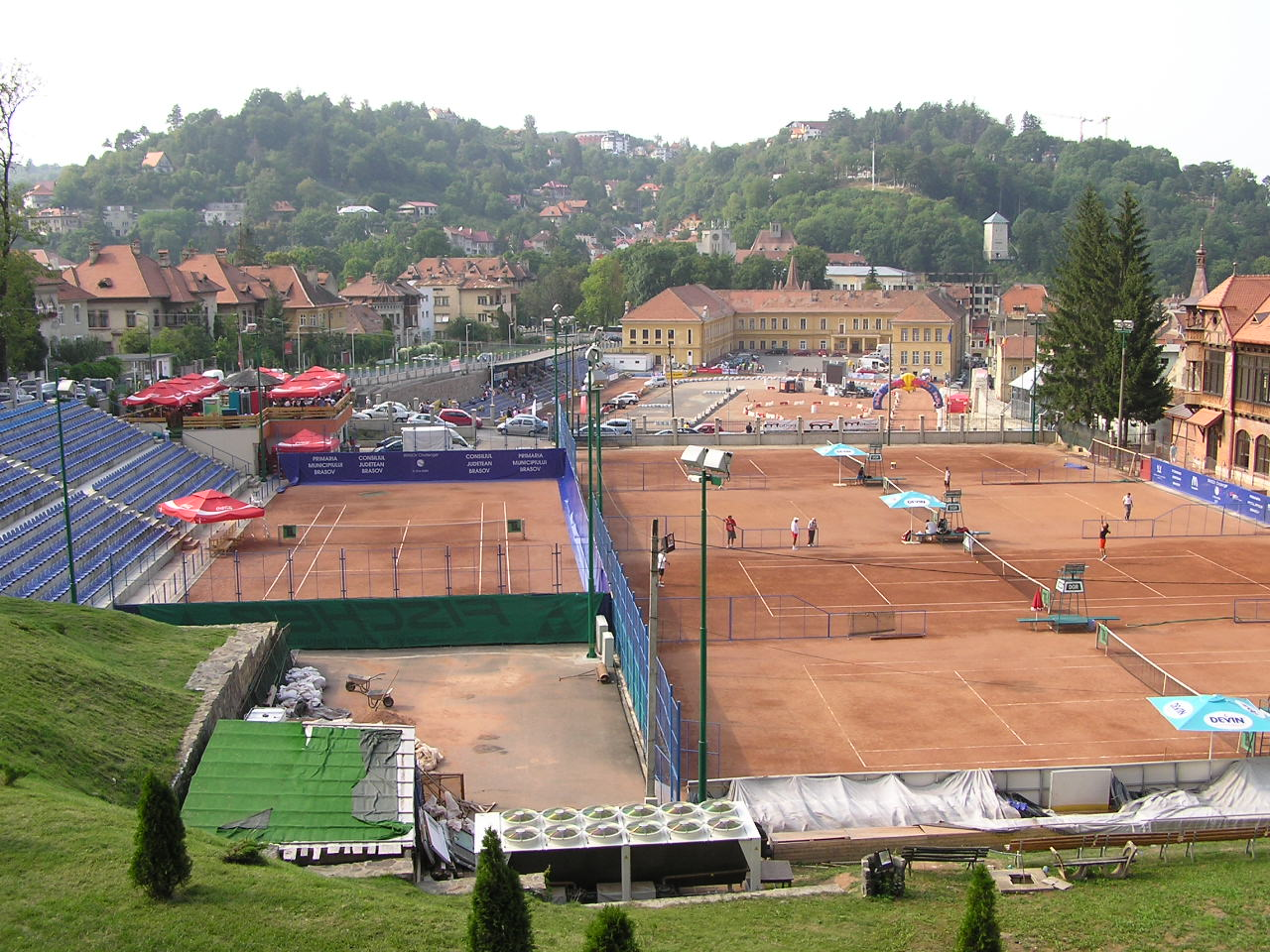
Complexul Sportiv «Olimpia»

Brașovul are o veche tradiție în domeniul sportului, încă de la sfârșitul secolului XIX înființându-se aici primele organizații sportive (Asociația de Tir, Școala de Gimnastică și Cântări). Anterior, fuseseră introduse sporturi precum șahul, jocul de cărți, biliardul (secolul XVIII). Muzeul Sportului Transilvănean este printre cele mai vechi de acest gen din țară, și prezintă evoluția unor sporturi consacrate în orașul nostru. În perioada comunistă se organizau universiade, daciade la care participau obligatoriu și sportivii brașoveni. Astăzi, infrastructura Brașovului permite practicarea unor sporturi diverse precum: fotbal, tenis, ciclism, handbal, planorism, schi, patinaj, alpinism, bowling, înot, tir, baschet, arte marțiale, echitație, volei sau gimnastică de întreținere. Nici sporturile la masă nu au fost uitate: ruletă, cărți (mai ales în cazinouri), biliard sau tenis de masă. În fiecare an, în preajma zilei de 15 Noiembrie, la Brașov se organizează un cross în memoria victimelor autorităților comuniste din 1987. Tot anual, la Baza Sportivă „Olimpia”, se desfășoară competiția de tenis „Brașov Challenge Cup”.
- FC Brașov - fotbal, box;
- FC Forex Brașov - fotbal, Box,volei, scrima, patinaj, schi, tenis, baschet;
- Rulmentul Urban Brașov - handbal;
- CSU Cuadripol Municipal Brașov - baschet;
- Qwan Ki Do Brasov - tehnici de brate, picioare, tehnici imitative de animale, arme traditionale, arte martiale vietnameze;
- Clubul Sportiv Tractorul - fotbal;
- CSU Forex - baschet, orientare turistica, gimnastica ritmica, tir, floreta alpinism, atletism, patinaj artistic,schi alpin;
- CSU CFR - rugby;
- CSS Dinamo - handbal masclin si feminin, lupte libere masculin si feminin, judo, tenis;
- CSS Brașovia - fotbal, baschet, gimnastica artistica, schi alpin, schi fond, schi biatlon, schi sarituri, atletism;
- CSM Brașov - atletism, schi, patinaj, lupte grece-romane, scrima, fotbal-tenis, haltere, tir, natatie;
- CSM Rulmentul - handbal, popice, box;
- CS Dinamo - handbal, tenis, lupte libere, judo, sah,shi, alpin, schi fond,schi, biatlon, schi sarituri, alpinism;
- Clubul Sportiv Edelweiss Brasov - schi alpin, snowboard, (alpin, sarituri, fond), biatlon, patinaj artistic, alpinism, tenis, înot, gimnastica aerobica, automobilism, karting, ciclism;
- Red Paintball Club - singurul teren amenajat din oras
- ARTS PAINTBALL BRASOV;
- Paint Ball Team Brasov - paintball, tir cu arcul, tir cu arma, parapanta, atv;
- Clubul Sportiv "Universitatea" din Brașov - ;
- SMART Brasov - motociclism;
- Astra Autocamioane - motociclism, atletism, box, haltere, lupte;
- VIGRAEFF Brasov - motociclism;
- Asociatia Baschet Club Tampa 2004  Brasov - baschet;
- Asociatia Baschet Club Galactica  Brasov - baschet;
- Asociatia Baschet Club Magic Kids  Brasov - baschet;
- Olimpia - Clubul Sportiv "Societatea de Patinaj" - patinaj, tenis, hochei pe gheata;
- Clubul Sportiv RED LINX - taekwondo;
- KORYO TAEKWONDO CLUB - taekwondo;
- Asociatia CLUB SPORTIV Loi Tran Brasov - Arte martiale,Qwan Ki Do;
- Clubul de Arte Martiale Shingitai Karate Club Brasov - Ashihara karate, karate, arte martiale;
- Clubul de Dans Sportiv Fan Dance Club Brasov - Dans sportiv;
- Asociatia Bridge Club Brasov - bridge;
- Asociatia CLUB SPORTIV Happy Fighters Karate Club Brasov - Ashihara karate, shotokan karate, kick  boxing, fighting karate, all style karate;
- Asociatia CLUB SPORTIV Romradiatoare Brasov - Fotbal, box, karate;
- CLUB SPORTIV Cibo Bilal Brasov - ciclism;
- CLUB SPORTIV de Radioamatorism Carpatica Brasov - radioamatorism;
- CLUB SPORTIV de Radioamatorism Universitatea Brasov - radioamatorism;
- CLUB SPORTIV de sah Lia Brasov - sah;
- CLUB SPORTIV Gym Sfintes Body Building Brasov - Culturism, fitness, gimnastica aerobica;
- CLUB SPORTIV Mix 2000 Brasov - Înot, fotbal, baschet, volei, atletism, box, lupte, judo, scrima, tir, schi;
- CLUB SPORTIV Olympia Pro Gym Brasov - Culturism, fitness;
- CLUB SPORTIV Postavarul Bodybuilding Brasov - Culturism, fitness;
- Clubul de Arte Martiale Shin-Dojo Brasov - karate;
- Qwan Ki Do Brasov - tehnici de brate, picioare, tehnici imitative de animale, arme traditionale;
- Athletic Gym Sport - wushu, arte martiale chinezesti, autoaparare, fitness - exclusiv doamne si domnisoare, tae-bo aerobic, jumps aerobic - sarituri minitrambulina, gimnastica de intretinere;
- Alpin Club Brașov - alpinism, turism montan
- Club Sportiv Karate Brașov[1] - Karate Shotokan pentru copii și adulți; inițiere și performanță"

1. ↑  „Club Sportiv Karate Brașov”.